# Hamka Hamzah
Hamka Hamzah (sinh ngày 29 tháng 1 năm 1984 ở Makassar, South Sulawesi) là một cầu thủ bóng đá người Indonesia hiện tại thi đấu cho Sriwijaya FC ở vị trí hậu vệ. Trong quá khứ, anh từng một lần thi đấu ở vị trí tiền đạo và kiến tạo. Hamka cũng có một lần chơi ở vị trí thủ môn tại Persik Kediri.

## Sự nghiệp
Anh ký hợp đồng 3 năm với Pusamania Borneo ngày 11 tháng 11 năm 2014.

## Danh hiệu

### Câu lạc bộ
Vô địch
- Hạng nhất: 2003

Persipura Jayapura
Vô địch
- Indonesia Super League: 2010–11

### Đội tuyển quốc gia
U-21 Indonesia
Vô địch
- Hassanal Bolkiah Trophy: 2002